# スクエア (都市伝説)
スクエアは、都市伝説のひとつ。スクエア（square）とは英語で四角形、すなわち四角い部屋を意味する。俗称は「スクエア」の他に「山小屋の一夜」「雪山の一夜」「山小屋の4人」「4人の登山家」等がある。地域や時代によりいろいろなバリエーションがあるが、概ね以下のような内容である。

## 内容
ある山岳部の5人の学生達が雪山へ出かけた。山に着いた当初は晴れていたものの、昼頃から雪が降り始め、夕方には猛吹雪となって学生達は遭難してしまった。途中、5人のうち1人が落石で頭を割られ死亡し、仲間の1人が死んだ仲間を背負って歩いていた。
やがて4人は山小屋を見つけ、助かったとばかりに中に入るがそこは無人で暖房も壊れていた。死んだ仲間を床に寝かせた後、「このまま寝たら死ぬ」と考えた4人は知恵を絞り、吹雪が止むまで凌ぐ方法を考え出した。
その方法とは、4人が部屋の四隅に1人ずつ座り、最初の1人が壁に手を当てつつ2人目の場所まで歩き2人目の肩を叩く。1人目は2人目が居た場所に座り、2人目は1人目同様、壁に手を当てつつ3人目の場所まで歩き肩を叩く。2人目は3人目がいた場所に座り、3人目は4人目を、4人目が1人目の肩を叩くことで一周し、それを繰り返すというもの。
自分の番が来たら寝ずに済むし、次の仲間に回すという使命感で頑張れるという理由から考え出されたものだった。この方法で学生達は何とか吹雪が止むまで持ちこたえ、無事に下山できたのだった。
しかし仲間の1人が、「この方法だと1人目は2人目の場所へと移動しているので、4人目は2人分移動しないと1人目の肩を叩ける事は在り得ないため、4人では出来ない」と気付く。
話の結末としては、死んだ仲間が5人目として密かに加わり、仲間を助けた、というものである。
この「スクエア」は降霊術の一種として使われているという説もある。
ちなみにこのスクエアは、4人のうち1人が2人分を移動することを意図すれば4人でのプレイも可能である。2人分を移動する人物は、周回ごとに1人ずつずれていく。

## 派生作品・関連作品
単なるホラーではなく、吹雪に閉ざされた山小屋という密室的シチュエーションがミステリーとしての要素を含んでいるためか、2000年公開の日本映画『世にも奇妙な物語 映画の特別編』の第1話「雪山」の題材となった他、『平成教育委員会』にクイズ仕立てとしても登場する。また、江戸川乱歩の推理小説では小林少年が単身で忍び込んだ敵のアジトにおいて、真っ暗闇の部屋を壁沿いに歩き、ごく普通の四角形の部屋をいつまでもぐるぐると回り続け、多角形構造をした異常に大きな部屋と勘違いする場面が存在する。こちらはスクエアを1人で行った一種のヴァリエーションと言える。実際に行なった場合でも、4人目は壁伝いに歩いて1人目の肩を叩こうとするため、無意識に角を曲り、これにより成立するのではないかとする指摘もある。
稲川淳二の『稲川淳二の怖〜いお話 Vol.2「殺意の病棟」』には舞台を夜の学校にした類話が収録されている。
「ローシュタインの回廊」という呼称、及びその由来とされる実験譚も流布しているが、吉宗鋼紀（吉田博彦）の発言によると、これらはアダルトゲーム『螺旋回廊』を手がけた際に彼が創作したものである。
『USO!?ジャパン』で、『4人の登山家』として映像化されている。この際は「最初から学生は4人で死者は出ていない」「いないはずの5人目が現れた」「最後には救助隊が山小屋に到着して救出された」という設定で語られた。